# Judaísmo ortodoxo
Judaísmo ortodoxo é o termo coletivo para os ramos tradicionalistas do Judaísmo contemporâneo. Teologicamente, é definido principalmente por considerar a Torá, tanto Escrita quanto Oral, conforme revelada por Deus a Moisés no Monte Sinai e fielmente transmitida desde então.
O judaísmo ortodoxo, portanto, defende uma observância estrita da lei judaica, ou halacá, que deve ser interpretada e determinada exclusivamente de acordo com métodos tradicionais e deve ser respeitada de acordo com o continuum de precedentes que foram recebidos ao longo dos tempos. Ele considera todo o sistema haláchico como um sistema de lei que é, em última análise, fundamentado em revelação imutável, essencialmente além da influência externa. As principais práticas são observar o sábado, comer kosher e estudar a Torá. As principais doutrinas incluem um futuro Messias que restaurará a prática judaica construindo o templo em Jerusalém e reunindo todos os judeus em Israel, a crença em uma futura ressurreição dos mortos, recompensa e punição divinas para os justos e pecadores.
O judaísmo ortodoxo abrange um amplo espectro de práticas religiosas, que vão desde as comunidades insulares Haredi até os grupos ortodoxos modernos mais engajados externamente. Embora todos os judeus ortodoxos adiram à halacá, a interpretação e aplicação dessas leis variam, levando a diferentes níveis de interação com o mundo moderno. Por exemplo, as comunidades Haredi enfatizam uma adesão ainda mais rigorosa à tradição e muitas vezes vivem em enclaves que limitam a exposição à sociedade secular. Em contraste, os judeus ortodoxos modernos equilibram a observância com carreiras profissionais e educação, e muitos defendem a participação ativa na sociedade mais ampla. O fio condutor que une esses grupos é a crença de que a Torá, tanto escrita quanto oral, é divina e imutável.
Embora adira a crenças tradicionais, o movimento é um fenômeno moderno. Surgiu como resultado do colapso da comunidade judaica autônoma desde o século XVIII, e foi amplamente moldado por uma luta consciente contra as pressões da secularização e a atração de alternativas rivais. Os ortodoxos estritamente observantes são uma minoria definitiva entre todos os judeus, mas também há vários indivíduos semi- e não praticantes que se filiam ou se identificam com a ortodoxia. É o maior grupo religioso judaico, estimado em mais de dois milhões de adeptos praticantes, e pelo menos um número igual de membros nominais.

## Definições
A primeira menção conhecida do termo judeus ortodoxos foi feita no Berlinische Monatsschrift em 1795. A palavra ortodoxo foi emprestada do discurso geral do Iluminismo alemão e usada para denotar os judeus que se opunham ao Iluminismo. Durante o início e meados do século XIX, com o advento dos movimentos progressistas entre os judeus alemães, e especialmente o judaísmo reformista inicial, o título ortodoxo se tornou o epíteto dos tradicionalistas que defendiam posições conservadoras sobre as questões levantadas pela modernização. Eles próprios frequentemente não gostavam do nome que foi adotado anteriormente pelo cristianismo oriental, preferindo títulos como "verdadeiro da Torá" (gesetztreu). Eles frequentemente declaravam que o usavam apenas como uma conveniência. O líder ortodoxo alemão, rabino Samson Raphael Hirsch, referiu-se à "convicção comumente designada como judaísmo ortodoxo"; em 1882, quando o rabino Azriel Hildesheimer se convenceu de que o público entendia que sua filosofia e o judaísmo liberal eram radicalmente diferentes, ele removeu a palavra ortodoxo do nome de seu Seminário Rabínico Hildesheimer. Na década de 1920, o termo se tornou comum e aceito até mesmo no Leste Europeu.
A ortodoxia se percebe como a única continuação autêntica do judaísmo como era até a crise da modernidade. Seus oponentes progressistas frequentemente compartilhavam essa visão, considerando-a um resquício do passado e dando crédito à sua própria ideologia rival.:5–22 Assim, o termo ortodoxo é frequentemente usado genericamente para se referir a sinagogas, ritos e observâncias tradicionais (mesmo que apenas no sentido de que não está relacionado ao movimento modernista).
Pesquisas acadêmicas notaram que a formação da ideologia e das organizações ortodoxas foi influenciada pela modernidade. Isso foi causado pela necessidade de defender o próprio conceito de tradição em um mundo onde isso não era mais evidente. Quando a secularização e o desmantelamento de estruturas comunitárias desenraizaram a velha ordem da vida judaica, elementos tradicionalistas se uniram para formar grupos que tinham uma autocompreensão específica. Isso, e tudo o que isso implicava, constituiu uma mudança notável, pois os ortodoxos tiveram que se adaptar à sociedade moderna não menos do que qualquer outra pessoa; eles desenvolveram novos, às vezes radicais, meios de ação e modos de pensamento. A "ortodoxização" foi um processo contingente, extraído de circunstâncias locais e dependente da ameaça sentida por seus proponentes: uma identidade ortodoxa nitidamente delineada apareceu no Leste Europeu, na Alemanha e na Hungria, na década de 1860; uma menos gritante surgiu no Leste Europeu durante o período entreguerras. Entre os judeus das terras muçulmanas, processos semelhantes em larga escala começaram apenas por volta da década de 1970, depois que eles imigraram para Israel. A ortodoxia é frequentemente descrita como extremamente conservadora, ossificando uma tradição outrora dinâmica devido ao medo de legitimar a mudança. Embora isso às vezes fosse verdade, sua característica definidora não era proibir a mudança e "congelar" a herança judaica, mas sim a necessidade de se adaptar ao segmento do judaísmo em um mundo moderno inóspito à prática tradicional. A ortodoxia frequentemente envolvia muita acomodação e leniência. Em meados da década de 1980, a pesquisa sobre o judaísmo ortodoxo se tornou uma disciplina acadêmica, examinando como a necessidade de confrontar a modernidade moldou e mudou suas crenças, ideologias, estrutura social e decisões haláchicas, separando-a da sociedade judaica tradicional.